# James Rorimer
James Joseph Rorimer (* 7. September 1905 in Cleveland, Ohio; † 11. Mai 1966 in New York) war ein US-amerikanischer Kunsthistoriker sowie Kurator und später Direktor des Metropolitan Museum of Art in New York.

## Leben und Wirken
Rorimer, Sohn des Innenarchitekten Louis Rorimer (1872–1939) und seiner Frau Edith, studierte Kunstgeschichte an der Harvard University und wurde dort Schüler von Paul J. Sachs (1878–1965). Seit 1927 war er für das Metropolitan Museum of Art in New York tätig und wurde Kurator von dessen Abteilung für mittelalterliche Kunst und der Zweigstelle des Museums The Cloisters. 1942 heiratete Rorimer Katherine Serrell, eine Mitarbeiterin des Museums.
Seit 1943 war er als Kunstschutzoffizier im Zweiten Weltkrieg einer der führenden Köpfe der in Europa tätigen Abteilung zum Schutz des Kunstguts Monuments, Fine Arts, and Archives Section. Als einer der sogenannten „Monuments Men“ war es seine Aufgabe, Raubkunst der Nationalsozialisten aufzuspüren und sicherzustellen. Unter anderem waren darunter die Kunstsammlungen von Hermann Göring, Joseph Goebbels und Alfred Rosenberg. Nach der Invasion Frankreichs durch die Alliierten im Juni 1944 vertraute die Mitarbeiterin des Pariser Museums Jeu de Paume, Rose Valland, Rorimer Details des nationalsozialistischen Kunstraubs im Dezember des Jahres an. Vallands Dokumentation war besonders hilfreich für die Zuordnung von geraubten Werken, die nach der Zwischenlagerung im Jeu de Paume im Schloss Neuschwanstein aufbewahrt worden waren. Nach dem Krieg war er beteiligt an der Organisation des Munich Central Collecting Point als zentrale Sammelstelle für aufgefundene Kunstwerke in München. Für seine Tätigkeit in dieser Zeit wurde Rorimer mehrfach ausgezeichnet. 1956 wurde er in die American Academy of Arts and Sciences gewählt.
Nach seiner Rückkehr in die Vereinigten Staaten wurde Rorimer wieder Kurator, dann 1949 Direktor von The Cloisters. Von 1955 bis zu seinem Tod 1966 war er Direktor des Metropolitan Museum of Art.

## Darstellung im Film
Im Februar 2014 kam der nach dem Buch von Robert M. Edsel gedrehte Film Monuments Men – Ungewöhnliche Helden in die Kinos. George Clooney führte Regie und mimte den Hauptdarsteller in der Rolle von George Stout – Kopf der Truppe und späterer Direktor des Bostoner Isabella Stewart Gardner Museums; Rorimer wird von Matt Damon gespielt, Rose Valland von Cate Blanchett.

## Veröffentlichungen (Auswahl)
- Ultra-violet Rays and Their Use in the Examination of Works of Art. New York 1931.
- Mediaeval Monuments at the Cloisters as They Were and as They Are. New York 1941.
- Survival. The Salvage and Protection of Art in War. New York 1950.